# Николаев (Ростовская область)
Никола́ев —  хутор в Морозовском районе Ростовской области России.
Входит в состав Знаменского сельского поселения.

## Население
| 2010 |
| ---- |
| 630  |

## Улицы
| - пер. Быстрый, - пер. Вольный, - ул. Набережная, | - ул. Нижняя, - ул. Придорожная, - пер. Садовый, | - ул. Сиреневая, - пер. Черёмушки, - ул. Шульгина |

## Известные жители
- Шульгин, Алексей Яковлевич (1928—1985) — советский комбайнёр, Герой Социалистического Труда.